# Lubomír Šmíd
Lubomír Šmíd (* 1959 Brno) je český politik, který působil jako zastupitel a náměstek hejtmana Jihomoravského kraje. Byl také starostou obce Kobylnice.

## Život
Absolvoval střední průmyslovou školy stavební a Fakultu stavební Vysokého učení technického v Brně. V letech 1983 až 1993 pracoval ve stavebním závodě Jihomoravských státních lesů. Následující dva roky působil jako vedoucí stavebního úřadu v Sokolnicích. Od roku 1994 do roku 2002 byl starostou obce Kobylnice na Brněnsku. Tuto funkci vykonává opět od roku 2010. 
Ve volebním období 2000–2004 vykonával funkci náměstka hejtmana Jihomoravského kraje, další čtyřleté období byl členem krajské rady. Členem KDU-ČSL byl od roku 1994, mj. vykonával funkci předsedy krajské organizace KDU-ČSL.
V přímo voleném orgánu Jihomoravského kraje začal působit jako zastupitel v roce 2000. Na ustavujícím zasedání krajského zastupitelstva byl zvolen náměstkem hejtmana.  K jeho kompetencím patřily finance a majetek. Ve volebním období 2004-2008 byl zvolen členem krajské rady, do jeho kompetence patřilo zdravotnictví, sociální věci a školství.
V roce 2009 změnil politickou stranu a stal se členem kandidátky TOP 09 v nadcházejících volbách do zastupitelstva kraje v roce 2012 kandidoval, členem zastupitelstva se však nestal.
V krajských volbách v roce 2016 byl z pozice člena TOP 09 členem kandidátky TOP 09 s podporou starostů a "Žít Brno" v Jihomoravském kraji, mandát však nezískal. 
V krajských volbách v roce 2020 je v Jihomoravském kraji z pozice člena TOP 09 členem koalice Spolu pro Moravu; tu tvoří TOP 09, Zelení, Moravské zemské hnutí, Idealisté.cz a LES.
Lubomír Šmíd je ženatý (jeho manželka Ing. Bc. Dana Šmídová byla v letech 2002 až 2010 starostkou Kobylnic) a má dvě dcery a syna. K jeho koníčkům patří zejména cestování a četba.